# Cleome hirta
Cleome hirta är en paradisblomsterväxtart som först beskrevs av Ki., och fick sitt nu gällande namn av Daniel Oliver. Cleome hirta ingår i släktet paradisblomstersläktet, och familjen paradisblomsterväxter. Inga underarter finns listade i Catalogue of Life.